# Stadion Dinamo w Briańsku
Stadion Dinamo – wielofunkcyjny stadion w Briańsku, w Rosji. Może pomieścić 10 100 widzów. Został otwarty w 1924 roku i miał wówczas pojemność 3000 widzów. W latach 30. XX wieku pojemność ta wzrosła dwukrotnie. W roku 1960 rozbudowano obiekt, stawiając trybuny dookoła całego placu gry i powiększając jego pojemność do 11 000 miejsc. Cztery lata później zainstalowano sztuczne oświetlenie. W 2001 roku dokonano przebudowy, budując stadion praktycznie od nowa. W 2004 roku zainstalowano podgrzewaną murawę, a w 2008 roku przywrócono sztuczne oświetlenie. Obiekt od lat 30. XX wieku użytkowany jest przez zespół Dinamo Briańsk.